# Emilio Mignone
Emilio Fermín Mignone (Luján, 23 de julio de 1922 - Buenos Aires, 21 de diciembre de 1998) fue un escritor, educador y abogado argentino, vicepresidente de la Asamblea Permanente por los Derechos Humanos de Buenos Aires, fundador y primer presidente del Centro de Estudios Legales y Sociales, quien documentó y denunció los abusos cometidos por los militares argentinos durante la dictadura de 1976-1983. En el momento de su muerte se le consideraba uno de los principales defensores de los derechos humanos en la Argentina.

## Biografía
Emilio Mignone nació un 23 de julio de 1922 en la ciudad de Luján. Casado con Angélica Sosa, conocida como "Chela" -una de las madres de Madres de Plaza de Mayo Línea Fundadora- con quien tuvo cinco hijos: Isabel, Mónica, Mercedes, Fernando y Javier. Además educó a cuatro sobrinos y un ahijado a quienes recibió en su propia casa. Emilio Mignone era un devoto católico y ferviente peronista. Su fe en Dios fue absoluta, con una fuerte orientación ecuménica. Tal es así que uno de sus cinco hijos, Fernando Emilio, licenciado en Derecho y máster en Ciencias Políticas, heredó su fe y es sacerdote en Canadá.
Emilio Mignone falleció el 20 de diciembre de 1998, a los 76 años de edad a consecuencia de un cáncer.

### Trayectoria
Militó en la Acción católica. Fue presidente de la Juventud de la Acción Católica Argentina y dirigió el periódico Antorcha de la misma.
Durante la primera presidencia de Juan Domingo Perón, entre 1946 y 1952, fue funcionario del gobierno bonaerense y trabajó para el Ministerio de Justicia de Argentina. 

En 1948 fue nombrado director general de Educación de la provincia de Buenos Aires siendo ministro de Educación en el gobierno peronista bonaerense del coronel Domingo Alfredo Mercante. También fue director de Educación Superior del Consejo Nacional de Desarrollo (Conade).
En la década de 1960 trabajó en Washington D. C., como especialista en política educacional de la Organización de los Estados Americanos.
Fue viceministro de la Nación durante el gobierno del general Onganía entre 1966 y 1970, y subsecretario del área de educación. En ese período se afilió al Partido Justicialista. 
En 1973 se convirtió en rector fundador de la Universidad Nacional de Luján. Al poco tiempo realizó una expansión de la Universidad; creó los Centros Regionales ubicados en General Sarmiento, Mercedes, Chivilcoy y 9 de Julio. Esta expansión no estaba en la idea originaria a la creación de la Universidad, pero fue de gran utilidad para fortalecerla en tiempos políticos difíciles.
Mignone les dio trabajo a profesores chilenos perseguidos por la dictadura pinochetista como Pedro Hernández, Silvia Pezzani, Alfredo Salibián o Eduardo Zeiss.
El mismo 24 de marzo de 1976, cuando se produjo el golpe militar, renunció a su cargo.
Se retiró y se dedicó a escribir libros de texto de educación cívica. También publicaba artículos en la revista Nueva Presencia y en El Porteño. Entre 1977 y 1978 fue director de la Oficina de Buenos Aires de la Facultad Latinoamericana de Ciencia Sociales (FLACSO).
Según cuenta Leonardo Malacalza:

Cuando comenté a mis amigos profesores reformistas de La Plata que Mignone me ofrecía trabajar en la Universidad Nacional de Lujan me advirtieron: pertenece al nacionalismo clerical.
Tras 25 años desde que lo conocí hasta su muerte en 1998 puedo decir que Emilio Mignone era un hombre austero, intelectualmente muy sólido, muy estudioso y con un gran coraje –quizá audaz- para innovar en los temas de la educación. Y también decir que en su actividad política era básicamente un pragmático. En el libro que
escribió sobre la Universidad Nacional de Lujan dice que estando con Taiana en el despacho del ministerio,
en un momento que quedó solo, y conociendo el lugar, buscó y sustrajo el expediente por el que desde el ministerio de Bienestar Social, que conducía López Rega, se había iniciado la gestión para derogar la transferencia del Instituto Alvear a la Universidad Nacional de Lujan.
Lo metió en su portafolio, fue al baño, lo destruyó
y tiró por el inodoro. Para
Mignone en ese caso el fin justificaba los medios.
Y cuando lo contó y después lo
escribió dijo que fue una decisión arbitraria pero acertada dirigida al bien común.

### Dictadura
El 14 de mayo de 1976, durante la dictadura cívico-militar una de sus hijas, Mónica María Candelaria Mignone, fue  detenida por comandos de la Marina y llevada a la Escuela de Mecánica de la Armada. Mónica se desempeñaba como psicopedagoga y asistente social en la parroquia Santa María del Pueblo en el barrio del Bajo Flores. Le dijeron que al día siguiente podría visitarla.
Emilio le aconsejó que confiara en la institución legal que la requería. Nunca volvió a verla y muchas veces se reprochó no haber opuesto resistencia para que no se la llevaran.
Mónica pertenecía a un grupo de jóvenes que desarrollaba una activa labor de promoción humana, social, religiosa y política en la villa de emergencia del Bajo Flores y que había misionado en la Patagonia.
El resto de su vida, Mignone, se dedicó, primero, a buscarla, y después a tratar de evitar que otras vidas pudieran  desaparecer injustamente. 
El 12 de agosto de 1976 le escribió una carta al periodista Bernardo Neustadt, carta que no se dio a conocer en ese momento, en la que le decía:

No menos de 15.000 argentinos han sido muertos o están detenidos en lugares ocultos, encapuchados, encadenados por cuadros militares, en reparticiones militares, pero se niega su detención y se mantiene en la angustia más cruel a miles de familias. Esta situación nos llevará a una verdadera guerra civil y a la destrucción de las mismas Fuerzas Armadas. Estamos sometidos a la irresponsabilidad de oficiales de grado inferior, fanatizados, ávidos de venganza, que constituyen fuerzas irregulares que, cuando terminen –si lo consiguen– con la subversión crearán un problema a la autoridad militar porque intentarán copar el poder.

El rol de Emilio Mignone fue esencial en las visitas de las misiones internacionales de Amnesty International en noviembre de 1976 y la Asociación del Foro de Nueva York en 1978.
Dos curas jesuitas, Orlando Yorio y Franz Jalics, fueron secuestrados por los grupos de tareas de la marina y liberados cinco meses después, luego de sufrir torturas, gracias a que Emilio Mignone intercedió personalmente por su liberación.
En 1978 Emilio Mignone fue uno de los fundadores y el primer presidente del CELS, uno de los miembros de la Asamblea Permanente por los Derechos Humanos y una figura emblemática del movimiento de derechos humanos argentino.
El CELS fue responsable de un tercio de las causas judiciales iniciadas, incluyendo el precursor recurso a la Corte Suprema de Justicia en el caso “Smith”.
Emilio Mignone fue un personaje clave a la hora de impulsar políticas como la visita de la Comisión Interamericana de Derechos Humanos en 1979.
Azucena Villaflor durmió en su casa la noche anterior a su desaparición, trabajando con la esposa de Emilio Mignone y otras madres de Plaza de Mayo mientras redactaban una solicitada en la que figurarían los nombres de sus hijos desaparecidos.
Mignone tenía una visión ecuménica y colaboró estrechamente con el rabino Marshall T. Meyer presidente del Movimiento Judío por los Derechos Humanos y el pastor Juan van der Velde del Movimiento Ecuménico por los Derechos Humanos. También trabajó en estrecha colaboración con Madres de Plaza de Mayo Línea Fundadora, organización en la cual participaba su esposa.
En enero de 1981 fue detenido por la dictadura pero fue liberado por la presión internacional.

### Llegada de la democracia
Con la llegada de la democracia Emilio Mignone continuó escribiendo sobre educación cívica, la preparación de un plan de estudios para la escuela secundaria en la democracia, la historia del el gobierno militar y el desmoronamiento de las instituciones cívicas.
En 1986 fue el candidato justicialista a rector de la Universidad de Buenos Aires. 
Emilio Mignone formó parte de la Liga Internacional por los Derechos Humanos y formó parte del consejo directivo del Instituto Interamericano de Derechos Humanos en San José de Costa Rica. 
A partir de 1994 fue miembro de la Academia Nacional de Educación.
En 1997, junto con Eugenio Zaffaroni y otros abogados, presentó una querella contra militares argentinos y uruguayos que habían sido indultados por el presidente Carlos Menem en septiembre de 1989, con el argumento de que el indulto era técnicamente inaplicable en el caso de los secuestros porque las víctimas de ese delito no habían sido halladas.
En 1998 participó en manifestaciones contra el plan del gobierno para demoler la Escuela de Mecánica de la Armada.
Mignone apoyó la nulidad de la Ley de Punto Final y la Ley de Obediencia Debida.
Fue el presidente de la Comisión Nacional de Evaluación y Acreditación Universitaria (Coneau), organismo encargado de otorgar el reconocimiento a las nuevas carreras y universidades nacionales y privadas.

### Los juicios por la verdad
Emilio Mignone ofreció su testimonio en el juicio a los ex comandantes en jefe de las Fuerzas Armadas en 1985. Fue uno de los críticos al papel desempeñado por las autoridades de la Iglesia argentina durante el gobierno militar. Escribió un libro consultado por los estudiosos de todo el mundo: «Iglesia y dictadura: el papel de la Iglesia a la luz de sus relaciones con el régimen militar», publicado en 1986 por Ediciones del Pensamiento Nacional.
Durante la democracia, el CELS decidió presionar a los tribunales argentinos para investigar algunos casos emblemáticos, seleccionados cuidadosamente para impedir cualquier objeción legal que pudiera aparecer. 
Estos «Juicios por la verdad» fueron una innovación en la justicia argentina y en el resto de Latinoamérica. Se basaban en el derecho de los familiares y de la sociedad argentina de conocer la verdad, y en el derecho de los familiares a enterrar y llorar a sus muertos (derecho a duelo). Los dos casos presentados inicialmente fueron los de Mónica Candelaria Mignone, hija de Emilio Mignone y el de Alejandra Lapacó, cuya madre, Carmen Aguiar de Lapacó, ayudó a fundar las Madres de la Plaza de Mayo y fue miembro de la comisión directiva del CELS.

## Opiniones
Emilio Mignone opinaba:

Yo también disolvería las Fuerzas Armadas, pero soy más realista y sé que hasta ahora eso no ha sido posible ... Hay que admitir que tengamos fuerzas armadas, supeditadas al poder político, de escasa estructura y dinámicas... Yo soy netamente pacifista, así que no me imagino a los militares interviniendo en cuestiones de conflictos seudoreligiosos o peleas étnicas. Estoy en contra de que intervengan en la lucha contra el narcotráfico, ya que las veces que han hecho tareas de policía son despiadados y sanguinarios, como lo demostraron en el golpe del '55 y en la última dictadura.

Según Mario del Carril:

Aunque no es tan conocido como las Madres y Abuelas de Plaza de Mayo, y otras figuras emblemáticas de ese movimiento, su capacidad organizativa y de institucionalización, su percepción política y su coraje personal fueron indispensables para mantener unido a ese colectivo necesariamente heterogéneo en la lucha contra la dictadura.

Según Ana Barón:

Emilio fue el alma del movimiento de los derechos humanos en Argentina, su rostro más genuino.

## Premios y homenajes
Fue nombrado doctor honoris causa por la Universidad Nacional de Luján.
En 1983 recibió el Premio de derechos humanos Letelier-Moffitt del Institute for Policy Studies en Washington D. C.
También recibió el premio Roger E. Jose ph Award otorgado por el Hebrew Union College
en New York.
También recibió el premio Derechos Humanos otorgado por el Lawyers Committee for Human
Rights de Nueva York.
El salón del auditorio de la Secretaría de Derechos Humanos en el Ministerio de Justicia y Derechos Humanos de la Argentina lleva su nombre.
El  Instituto Municipal Superior de Educación y Tecnología "Dr. Emilio Mignone" también lleva su nombre en su honor.
En 2012, el Centro Internacional por la Justicia, los derechos Humanos y la ley de la Universidad de Nueva York (The International Center for Transitional Justice and the Center for Human Rights and Global Justice of New York University School of Law) le puso su nombre a una serie de conferencias sobre derechos humanos.
El Ministerio de Relaciones Exteriores de la República Argentina otorga el Premio Internacional de Derechos Humanos Emilio Mignone a aquellas personalidades o instituciones extranjeras que hayan promocionado los derechos humanos.

## Obras
- Política educacional y organización política argentina: responde a los programas en vigencia, 1955, Buenos Aires, Editorial Pallas
- Política educativa: bases, 1970, Buenos Aires, Ministerio de Cultura y Educación
- Formación y actualización docente, 1970, Buenos Aires, Ministerio de Cultura y Educación
- Estudio de la realidad social argentina: responde al programa oficial, Resolución Ministerial no. 1.329 del 27 de marzo de 1974, 1975, Buenos Aires, Ediciones Coliseo
- Primer año del ciclo básico, 1975, Buenos Aires, Ediciones Coliseo
- Universidad y poder político en Argentina 1613-1978, Buenos Aires, FLACSO
- Elecciones y participación: análisis de las elecciones del 30 de octubre de 1983 en la capital federal, sugerencias para la participación política popular, 1984, Buenos Aires, Comisión Permanente en Defensa de la Educación
- Concepto y evolución de la autonomía universitaria en la Argentina, 1985
- Educación cívica II, 1986, Buenos Aires, Ediciones Colihue
- Educación cívica III, 1986, Buenos Aires, Ediciones Colihue, ISBN 978-9505-81-313-1
- Iglesia y dictadura: el papel de la Iglesia a la luz de sus relaciones con el régimen militar, 1986, Buenos Aires, Ediciones del Pensamiento Nacional, ISBN 978-9505-81-791-7
- Witness to the truth, the complicity of Church and dictatorship in Argentina 1976-1983, Maryknoll, N.Y. Orbis Books, ISBN 0883446308
- Les Disparus d'Argentine, responsabilité d'une église, martyre d'un peuple, 1991, con Adolfo Pérez Esquivel y Daniel Gilbert, ISBN  2204040614
- La testimonianza negata: chiesa e dittatura in Argentina, 1988,  con Adolfo Pérez Esquivel, Quaderni EMI/Sud. Sezione Asal, ISBN  8830702048
- Derechos humanos y sociedad: el caso argentino, 1991, Buenos Aires,  Ediciones del Pensamiento Nacional
- 500 años de evangelización en América Latina, 1992, Buenos Aires, Ediciones Letra Buena
- Calidad y evaluación universitaria, 1992, Programa Nacional de Asistencia Técnica para la Administración de los Servicios Sociales en la República Argentina
- Universidad Nacional de Luján: origen y evolución, 1993, Luján, Editorial de la Universidad Nacional de Luján
- Constitución de la Nación Argentina 1994: manual de la reforma, 1994, Buenos Aires, Editorial Ruy Díaz
- Política y universidad: el estado legislador, 1998, Buenos Aires, Lugar Editorial, Instituto de Estudios y Acción Social
- Verdad y justicia: homenaje a Emilio F. Mignone, 2001, San José de Costa Rica, Instituto Interamericano de Derechos Humanos
- Los niños desaparecidos, 2003, Buenos Aires, Centro de Estudios Legales y Sociales
- Estrategia represiva de la dictadura militar: la doctrina del paralelismo global, 2006, Buenos Aires, Ediciones Colihue